# Municipalità di Keda
La municipalità di Keda (in georgiano ქედის მუნიციპალიტეტი?) è una municipalità georgiana dell'Agiaria.
Nel censimento del 2002 la popolazione si attestava a 20.024 abitanti. Nel 2014 il numero risultava essere 16.760.
La cittadina di Keda è il centro amministrativo della municipalità, la quale si estende su un'area di 452 km².

## Popolazione
Dal censimento del 2014 la municipalità risultava costituita al 99,9% da persone di etnia georgiana.

## Monumenti e luoghi d'interesse
- Parco nazionale di Mtirala